# Thera ziczaccata
Thera ziczaccata är en fjärilsart som beskrevs av Wilhelm M. Schöyen 1876. Thera ziczaccata ingår i släktet Thera och familjen mätare. Inga underarter finns listade i Catalogue of Life.